# عنقود حامل رأس الغول
عنقود حامل رأس الغول أو عنقود برشيوس (بالإنجليزية: Perseus cluster)‏، يسمى أيضا Abell 426 ويعتبر ثاني أقرب العناقيد الغنية جدا بالمجرات ويحتوي على آلاف المجرات. وتسيطر المجرتين NGC 1272 و NGC 1275 على الجزء المركزي للعنقود. يشاهد في اتجاه كوكبة حامل رأس الغول .
وهذا العنقود قريب إلى حد ما إلى مستوى مجرتنا درب التبانة، لذا فإنه يظهر في الصور مع نجوم تقع في مجرتنا.عنقود العذراء وتجمعنا المحلي
بالرغم من أن العنقود تسيطر عليه المجرات الإهليليجية والعدسية الكبيرة، إلا أنه يحتوي على الكثير من المجرات الحلزونية أيضا على خلاف عناقيد أخرى مثل عنقود كوما.
خضع العنقود خلال عدة عقود لدراسات كثيرة وعلى نطاق واسع بدراسة موجات الاشعة السينية والراديوية القادمة منه. حيث أن المجرة الإهليليجية الكبيرة NGC 1275 تعتبر مصدر قوي للموجات الراديوية وأيضا مصدر قوي للأشعة السينية.

## صور إضافية

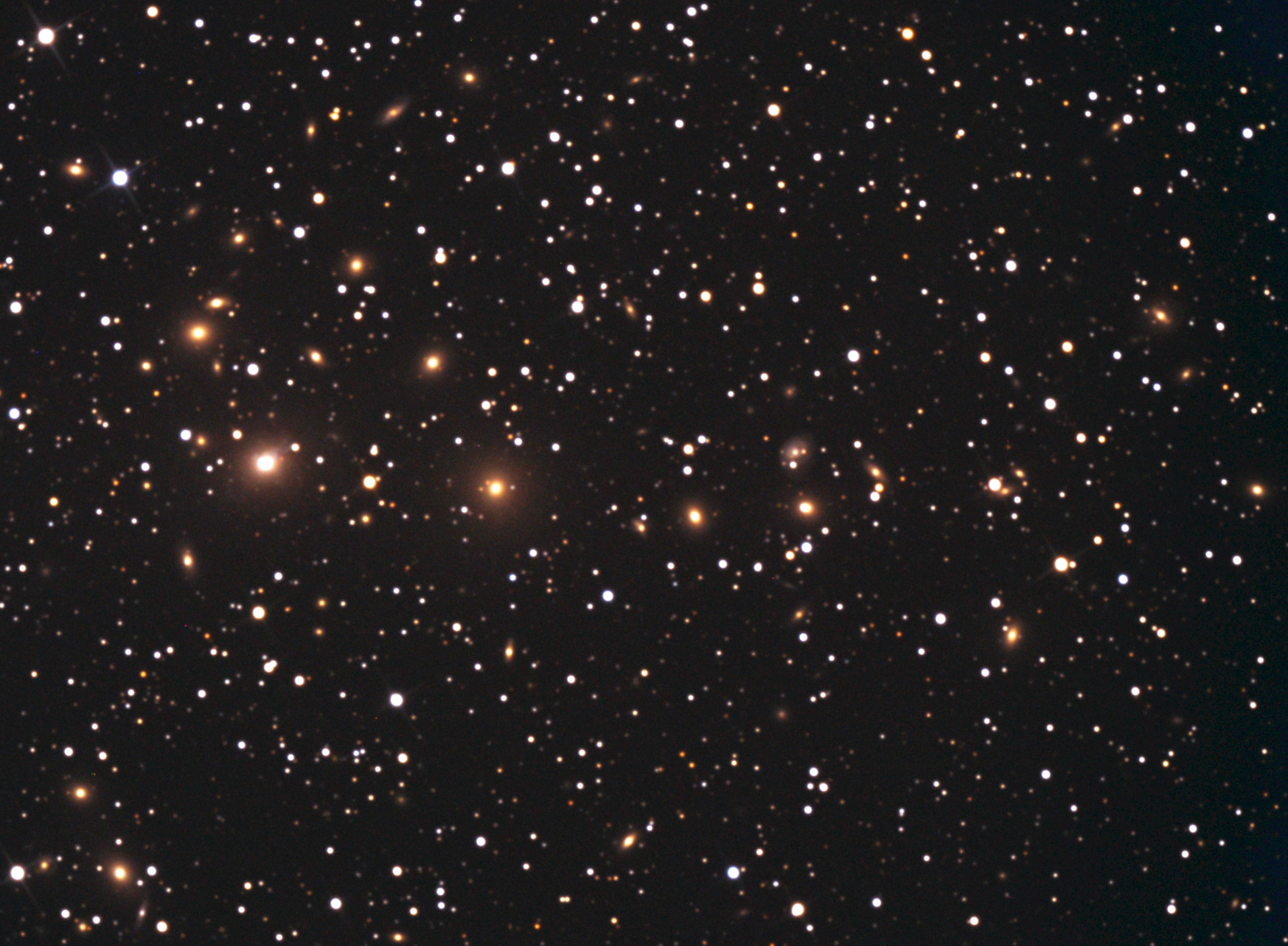
مجموعة بيرسيوس صورت بمعدات الهواة
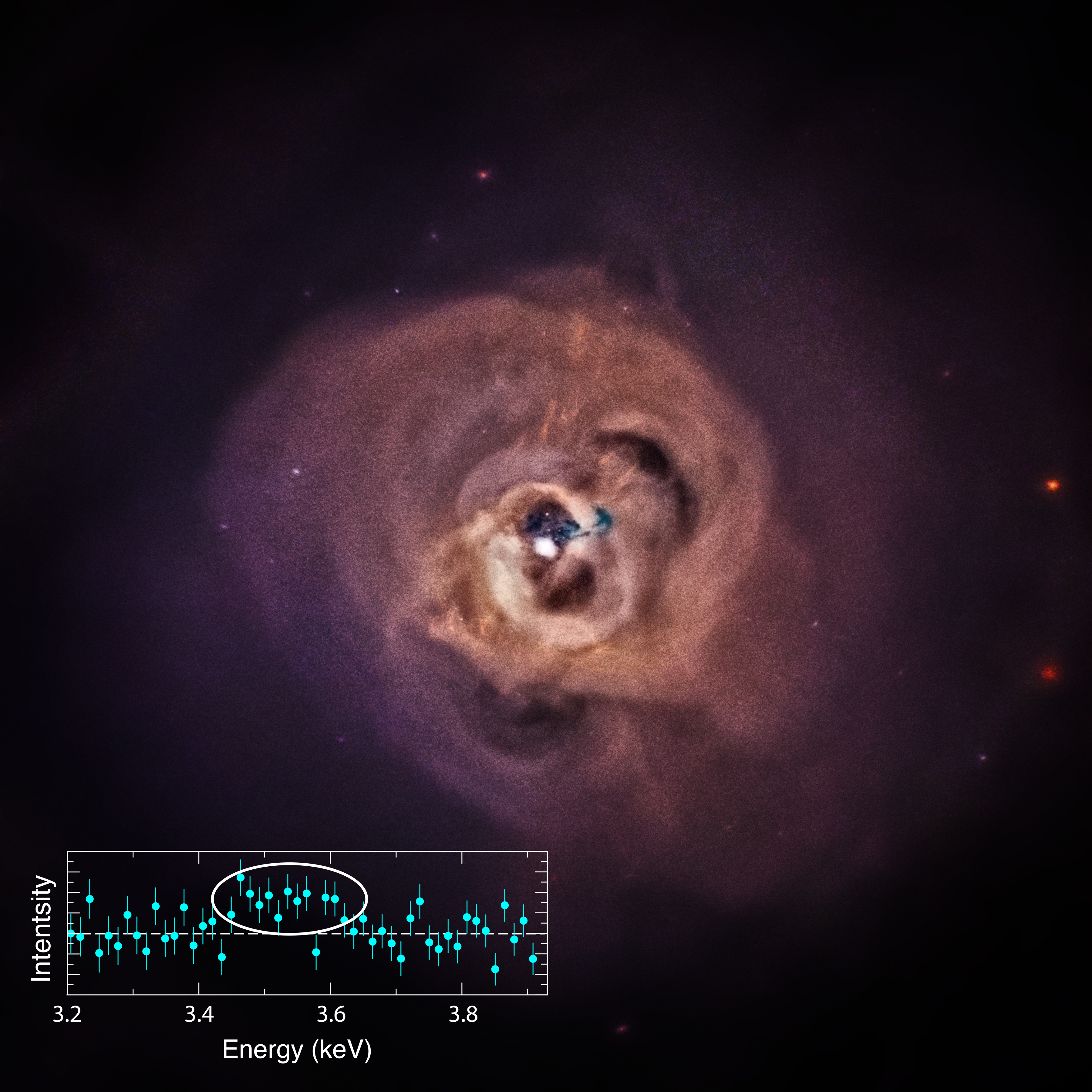
مجموعة برشيوس مصورة من مرصد شاندرا
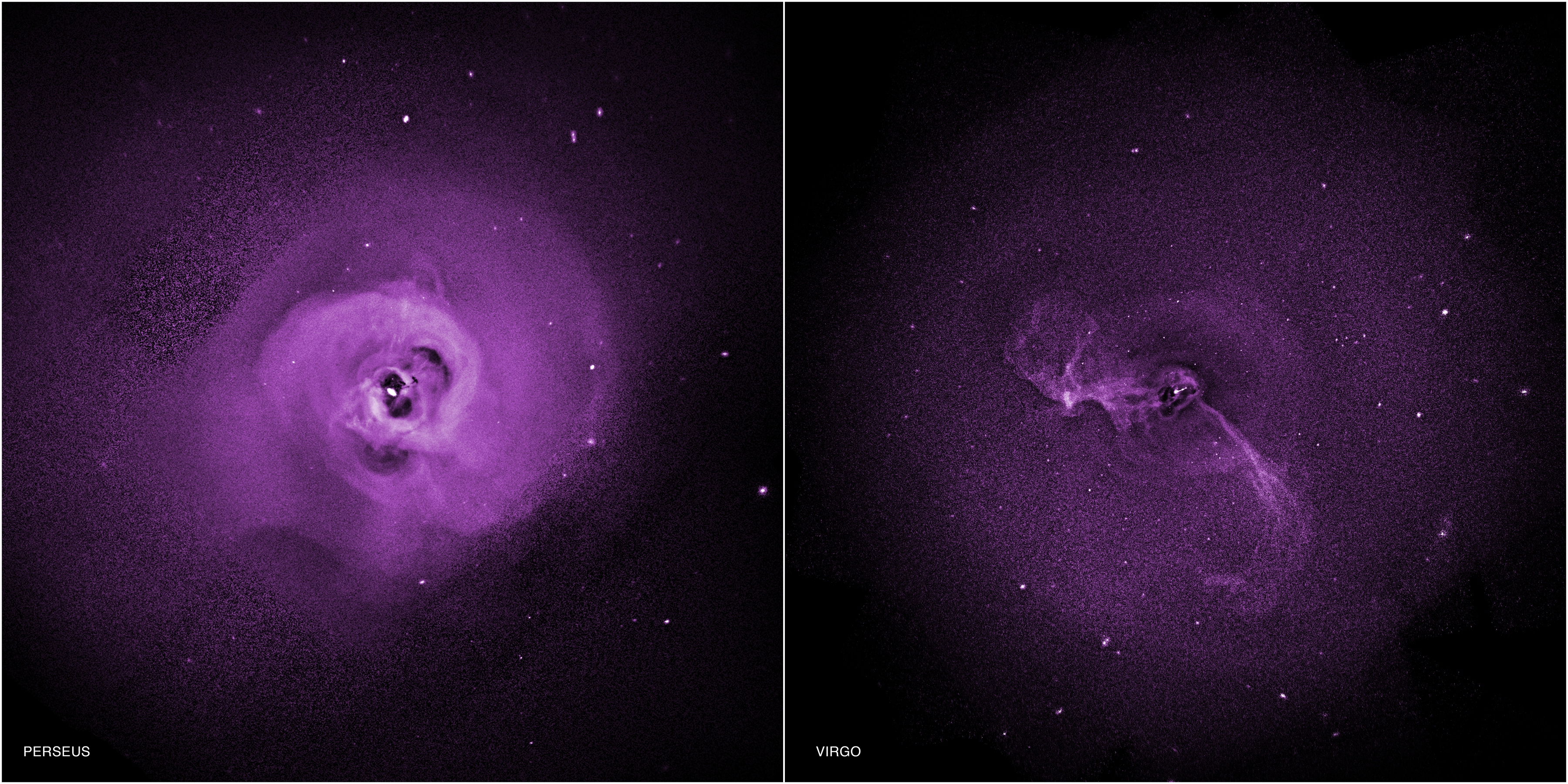
الاضطراب قد يمنع تجمعات المجرات من التبريد (شاندرلا للأشعة السينية)